# 1980年圣海伦火山爆发

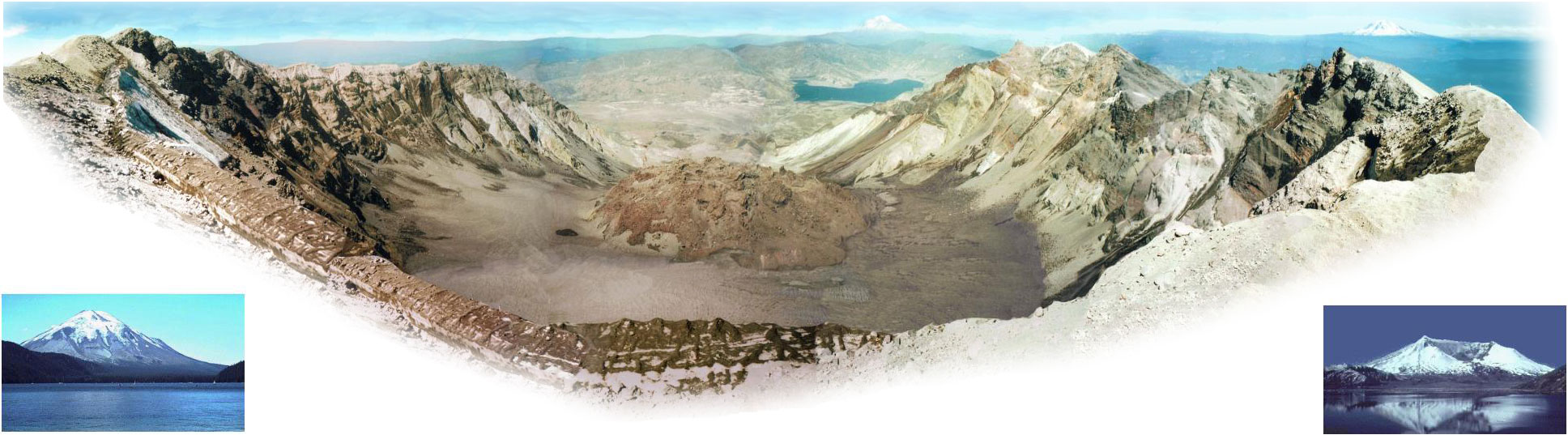
从照片上可以看出圣海伦火山爆发前后的不同，爆发前的山头（左）由冰雪覆盖，爆发后火山北侧（右）出现了巨大的火山口，中间大图可以看到爆发后火山口内形成新的圆顶，远处还可以看到斯皮里特湖。

1980年5月18日，美国华盛顿州斯卡梅尼亚县境内的圣海伦火山发生重大爆发。截止2023年2月，这仍是美国历史上死亡人数最多，经济损失最为惨重的一次爆发，也是继1915年加利福尼亚州境内的拉森火山爆发以来唯一一次重大爆发，火山爆发指数为5。爆发前两个月这里还发生一系列地震和水蒸汽排放，引起山下浅层注入岩浆，在北面山坡形成巨大的隆起和一系列断口。 
火山爆发前，美国地质调查局的科学家们说服当地政府暂时向普通公众关闭圣海伦火山，并且不要屈从于民众要求重新开放的压力，这拯救了数千人的性命。当地时间1980年5月18日（星期日）上午8:32:17的一场地震导致火山的整个北面坍塌，火山内突然露出了已经部分熔融，富含水蒸汽等气体的岩石来减轻压力。这些岩石紧接着爆炸，变成粉碎的石块混合着高温熔岩快速朝北部的斯皮里特湖飞去，超越了之后北面刚刚坍塌的山坡。
火山爆发的喷发柱（eruption column）冲入大气层24,400米高，喷出的火山灰在11个州沉积。与此同时，火山上的冰、雪和多个整块的冰川被迅速融化，形成一系列大型火山泥流（火山的泥石流）一直冲到西南方向近80公里外的哥伦比亚河。火山接下来还发生多起轻度爆发并持续到次日，并且同年晚些时候又发生一次规模较大但破坏程度不算严重的爆发。
57人因这场爆发丧生，其中包括83岁的旅馆老板哈里·R·杜鲁门、摄影师瑞德·布莱克伯恩和地质学家大卫·A·约翰斯顿。数百平方公里地区变成一片废墟，造成的损失超过10亿美元，折合通货膨胀相当于2013年的28.34亿美元，数千只野生动物死亡，圣海伦火山北侧也留下了一个火山口。火山爆发时，其顶峰属伯灵顿北方铁路公司（Burlington Northern Railroad）拥有，但爆发后移交隶属美国农业部的美国林业局管辖。这一区域之后被列入圣海伦火山国家纪念区（Mount St. Helens National Volcanic Monument）保护起来。

## 爆发前的累积
圣海伦火山从19世纪40到50年代的活动期后已经休眠了一个多世纪。1980年3月15日起这里发生了多次轻微地震，这表明可能有岩浆移动到了火山下。到了太平洋时区3月18日下午15:45，一场震中位于火山北翼的里氏4.2级浅层地震（起初读数为4.1级）标志着这座已经休眠了123年火山的狂暴回归:202。接下来地震仪检测到这一区域的群震逐渐达到饱和，并于3月25日正午开始推向高潮，之后的两天里达到峰值，还包括所记录到的一次里氏规模5.1的地震。在这两天时间里一共录得了174次2.6或更高级别的地震冲击。

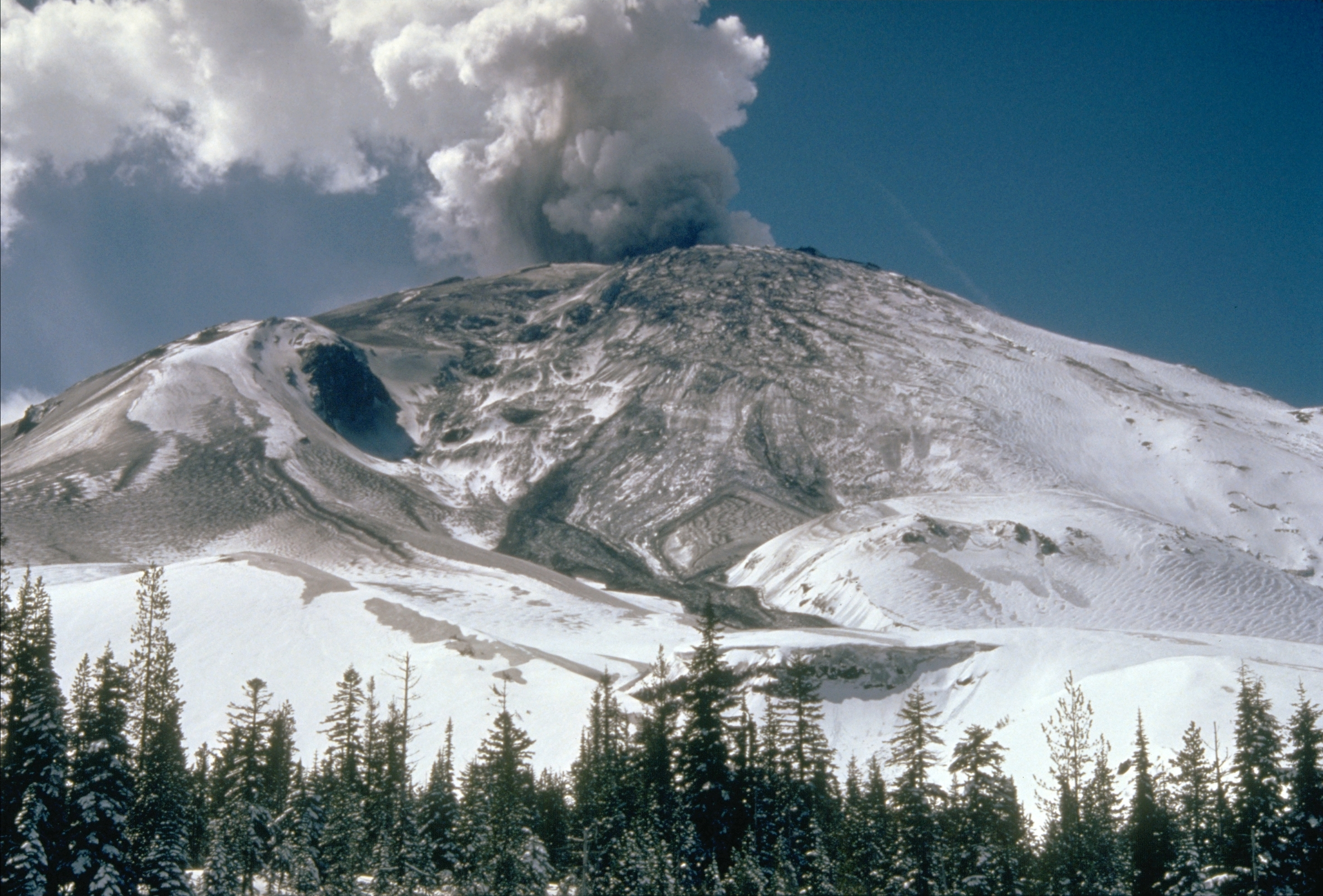
美国地质调查局的照片显示早在4月10日已发生了一次爆发

四月到五月期间这里不断地发生3.2或更高级别地震，并且强度呈缓慢上升趋势。4月上旬每天发生了5次震级为4级或以上的地震，到了5月18日前的一个星期已经增加到每天8次:202。起初这里并没有任何火山爆发的迹象，不过空中观察报告了多起轻型地震引起的雪崩。
3月27日中午12:36，至少一次也可能是两次同时发生的潜水蒸气喷发（地下水爆炸产生水蒸汽）冲破了原来的火山口顶峰，形成一个76米宽的新火山口:202，并产生了一个2,100米高的火山灰柱。到了这个时候，火山顶峰也发展出一个4.9公里长的东向断裂系统:204，并开始产生更多的群震活动和一系列的蒸汽爆炸，将火山灰宣泄到3,000至3,400米以上高空:202。大部分火山灰落在了周围4.8到19公里范围内，但有些则最远到达了南部240公里外俄勒冈州的本德，或是东部459公里外的斯波坎:203。

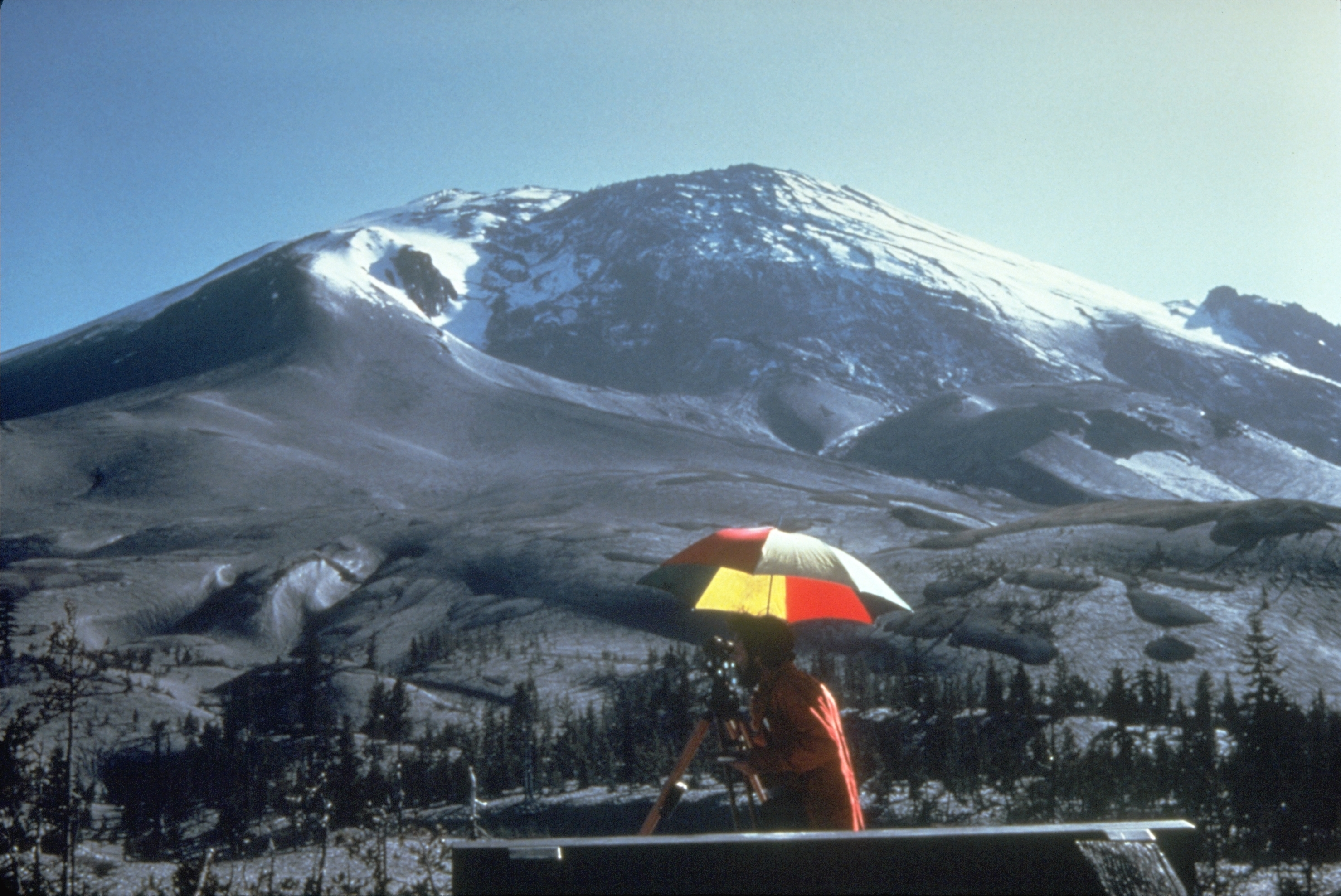
4月27日的照片显示出一个浅层粘稠岩浆堆积在火山顶部形成的圆顶状结构

3月29日观测人员发现了新的火山口和蓝色火焰:203，火焰可能是由可燃气体形成，在两个火山口均明显可见。从火山上滚滚而下火山灰云团产生的静电发出长达3.2公里的闪电:203。3月30日共报告了93次相互独立的爆发:203，4月1日首次检测到了越来越强烈的谐波震颤（harmonic tremor），震惊的地质学家促请州长迪克西·李·雷（Dixy Lee Ray）于4月3日宣布进入紧急状态。4月30日，州长雷发出了一道行政命令在火山周围建立“红色禁区”，任何没有通行证而进入禁区的人将受到500美元罚款或入狱6个月的惩罚，许多屋主也因此无法进入自己的木屋。
到了4月7日，合并后的火山口有520米长，370米宽，150米深。一支美国地质调查局的队伍确定在4月最后一个星期里，圣海伦斯火山北侧一个直径为2.4公里的部分至少移位了82米:204。在4月的其它日期及5月初，火山上的隆起以每天1.5至1.8米的速度增高，到了5月中旬已经向北延伸超过120米:204。随着隆起部分向北移动，其后方的顶峰区域逐渐下沉，形成一个复杂的地堑。4月30日，多名地质学家宣布隆起区域的移动有着最为巨大和即时的危险性，并且一次山崩就可能引发火山爆发。火山形状的这些变化也让整体的体积发生了变化，到5月中旬已经增加了0.13立方公里。据推测，这一体积的增加可能与注入火山的岩浆体积以及其所导致的火山地表变形大致相当，由于这些侵入火山的岩浆位于地表以下，并非直接可见，因此被称之为潜圆丘（cryptodome），来与暴露在外的真正火山穹丘加以区别。
5月7日，与3月和4月类似的爆发又一次出现，火山上的隆起也于次日达到最大值。所有的活动都已被局限在这个350年历史的圆顶顶端，也再没有任何新岩浆的进入。到5月18日爆发前，一共记录到了约一万次地震，其中大多数集中在隆起部分以下不到2.6公里的一小块区域中。5月16日，火山上停止出现可见的爆发，公众的兴趣随之锐减，所以这一区域的围观人数也相应减少，来自公众的压力迫使政府允许50车皮的业主进入危险区域取走任何他们可以携带的财产。并计划次日上午10点再由一批人进入。由于正好是星期日，因此这里的300名伐木工人不用上班。到爆发高潮时，侵入火山的英安岩岩浆迫使北翼向外突出了近150米，火山的地下水系统也受到岩浆高热的影响，导致火山发生了多场潜水层爆发。

## 北侧的坍塌

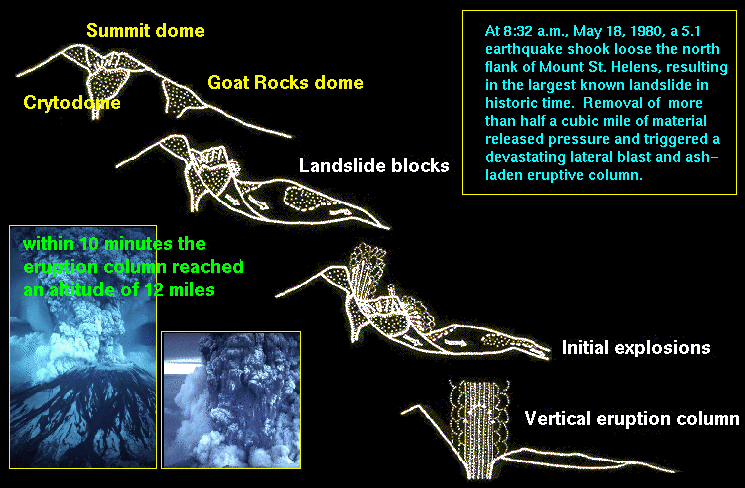
火山爆发事件顺序的计算机模拟图像

5月18日清晨，圣海伦火山的活动看起来与之前一个月的模式没有什么不同。隆起部分运动的速度、二氧化硫排放量和地面温度读数都没有出现任何预示会有一次灾难性爆发的迹象。美国地质调查局火山学家大卫·A·约翰斯顿当天为同事哈利·格里肯代班，在火山以北约9.7公里的一个观察站值班观察，截止早上7点，约翰斯顿的测量结果没有显示任何异常活动。
上午8:32，一场震中位于火山北侧正下方的里氏5.1级地震直接触发这一侧的火山出现滑动:205，震动约7至20秒后火山开始其信史上最大规模的一次滑坡，以每小时180到249公里的速度越过斯皮里特湖（Spirit Lake）西侧，部分山体还击中了北面约9.7公里处的一个350米高的山脊。部分山体倾泻在山脊上，但大部分一直移到了21公里外的北福克图特尔河，崩落的碎片在其河谷内堆积了180米深:205，并覆盖了约62平方公里的地区，倾泻山体的总体积有近2.9立方公里。

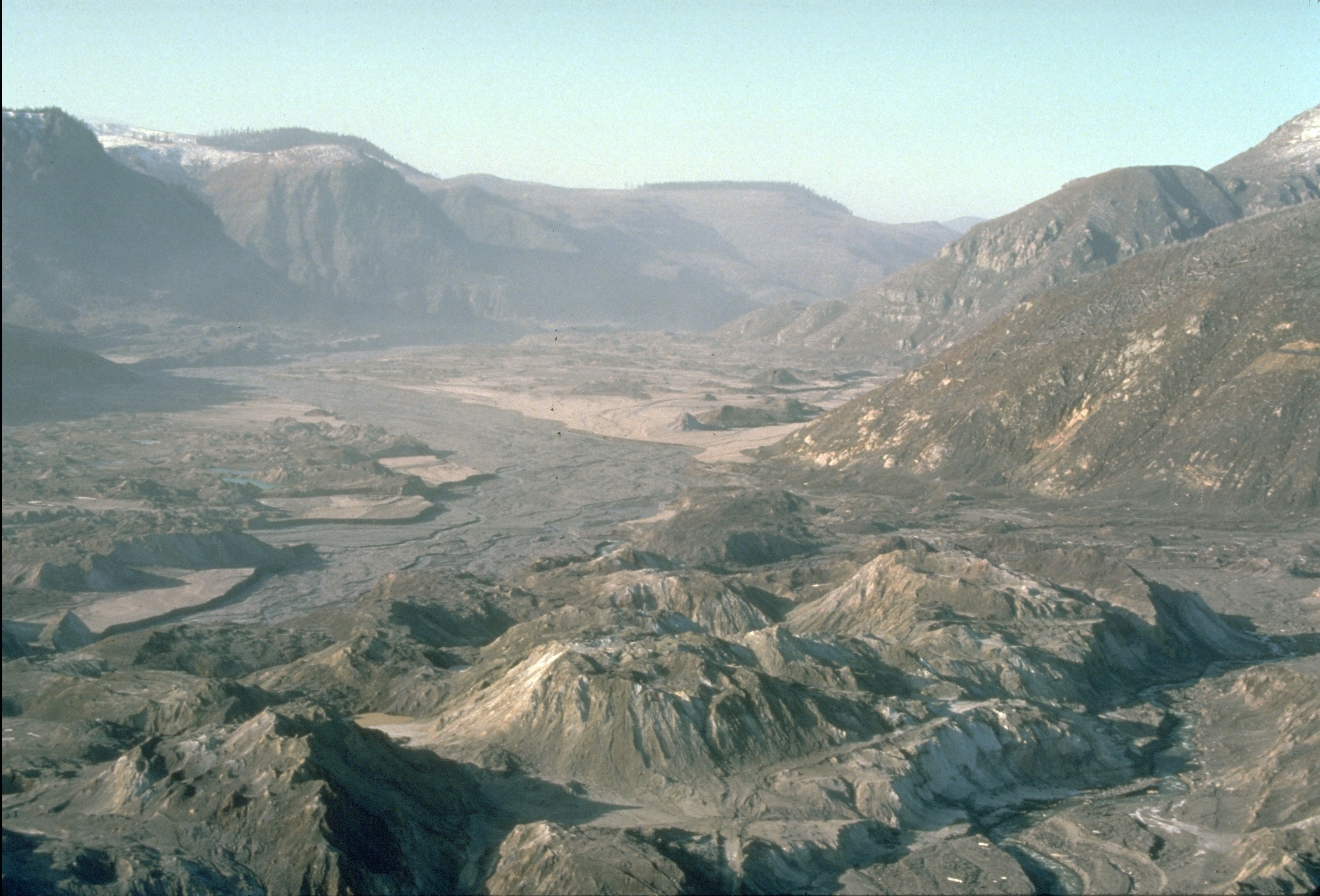
北福克图特尔河谷堆满了山泥傾瀉的碎片

山体滑坡发生时，加里·罗森奎斯特正在18公里外与朋友露营，他马上拍下一系列的高速照片，这些照片也令科学家们得以重建当时的全过程。当地的地形令爆炸的破坏力产生偏移，并在距罗森奎斯特和朋友不足1.6公里的地方掠过，他们与拍下的照片都因此幸存。
圣海伦火山崩塌的北侧山体变成了一段27公里长，平均有46米厚的庞大废墟，其中最厚的地方位于斯皮里特湖以下1.6公里处，最薄的则位于其西部边缘。周围山坡上成千上万的树被撕碎，湖里的水也冲上了240米的山坡。斯皮里特湖内所有的水都因山崩而被挤出，形成180米高的巨浪冲向该湖北面的山脊:209。山崩造成的碎片在原本的湖底上堆了90米高，令湖面提高了61米。随着水退回其流域，成千上万棵被火山气体形成的超强热浪和灼热的火山灰及岩石所推倒的树木也被带到了湖中。

## 火山碎屑流

### 首次侧向爆发

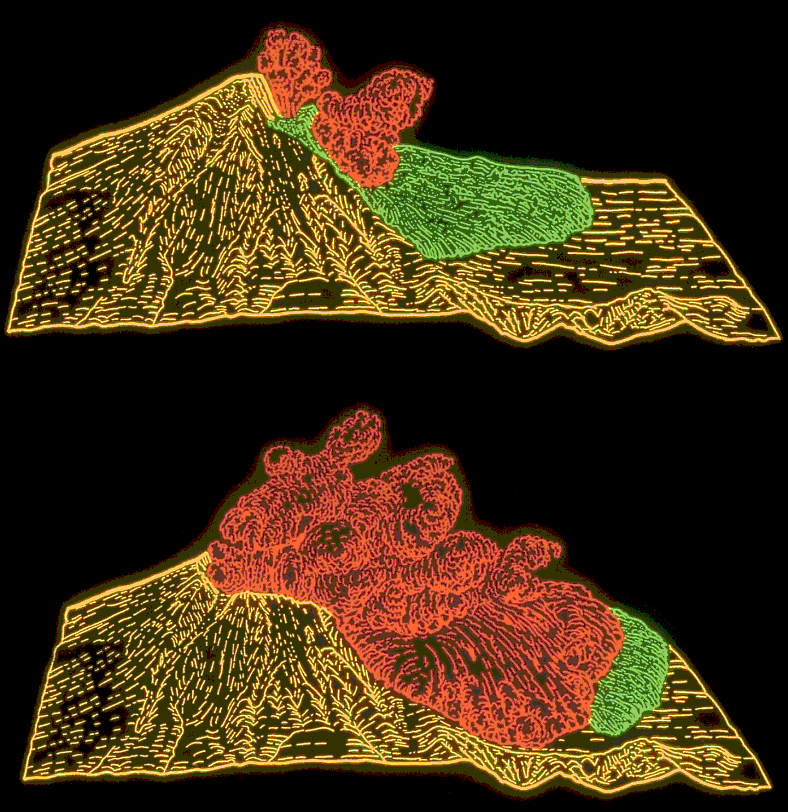
计算机图像显示5月18日的山崩（绿色）被首次侧向爆发（红）所超越

山崩的发生导致英安岩的岩浆开始暴露在圣海伦火山外，由于内部压力远高于外部气压，部分熔融的岩石和高压蒸汽在山崩开始几秒钟后就发生了爆炸。爆炸冲垮了坍塌山体的尾部，将岩石炸成碎片。由此产生的侧向爆发形成了由灼热火山气体、火山灰和新熔岩产生的浮石组成的火山碎屑流，而粉碎的旧岩石也冲向地面，最初移动的速度为每小时350公里，但很快增至每小时1,080公里，甚至有可能曾短暂超过音速:205。
火山碎屑流物质很快超过了仍在坍塌的山体并继续向外扩散，形成了一片37公里宽、31公里长的毁灭性扇形区域:205。一共约有600平方公里的森林被推倒:205，极度的高温还杀死了数公里外的树木。火山通气口的侧向爆发可能没有持续超过30秒钟，但向北的辐射和不断扩大的爆炸又持续了一分钟。
过热的碎屑流物质冲入斯皮里特湖和北福克图特尔河的水中形成水蒸汽，又导致了一次大型的第二爆炸，声音在蒙大拿州、爱达荷州、北加州和加拿大西部的不列颠哥伦比亚都能听见:206。然而许多距火山更近的地区，如俄勒冈州的波特兰就没能听到这次爆炸。这种情况被称为“安静区”，其范围可以从火山径向延伸数十公里，是因大气层的温度和空气运动的差异对火山爆发声波的复杂反应而形成，并且当地地形也会有较小的影响。
之后的研究显示1.9亿立方米碎屑流中有三分之一是新的熔岩，其它部分则是支离破碎的老岩石:206。

### 侧向爆发后果

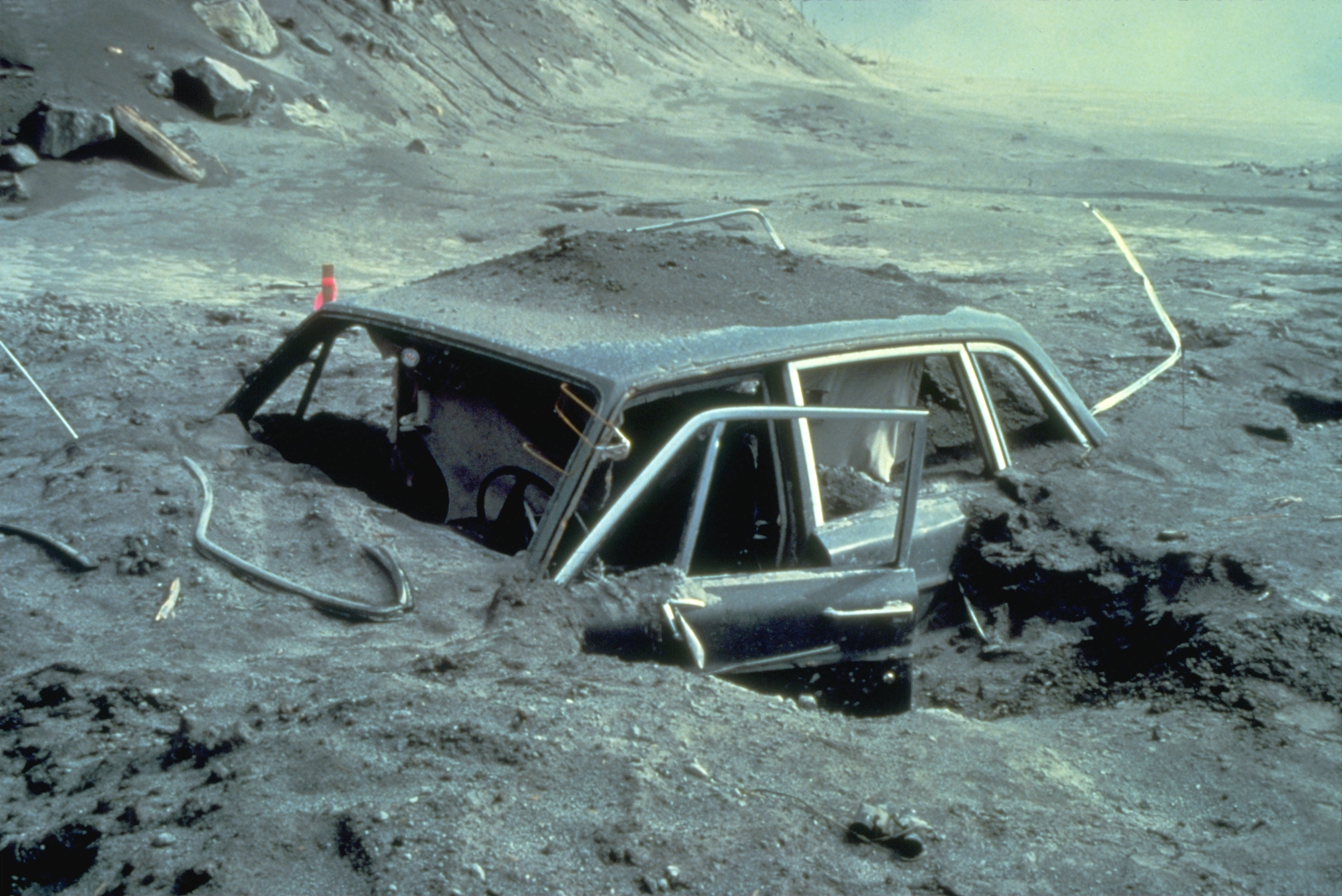
火山爆发后摄影师瑞德·布莱克伯恩的车

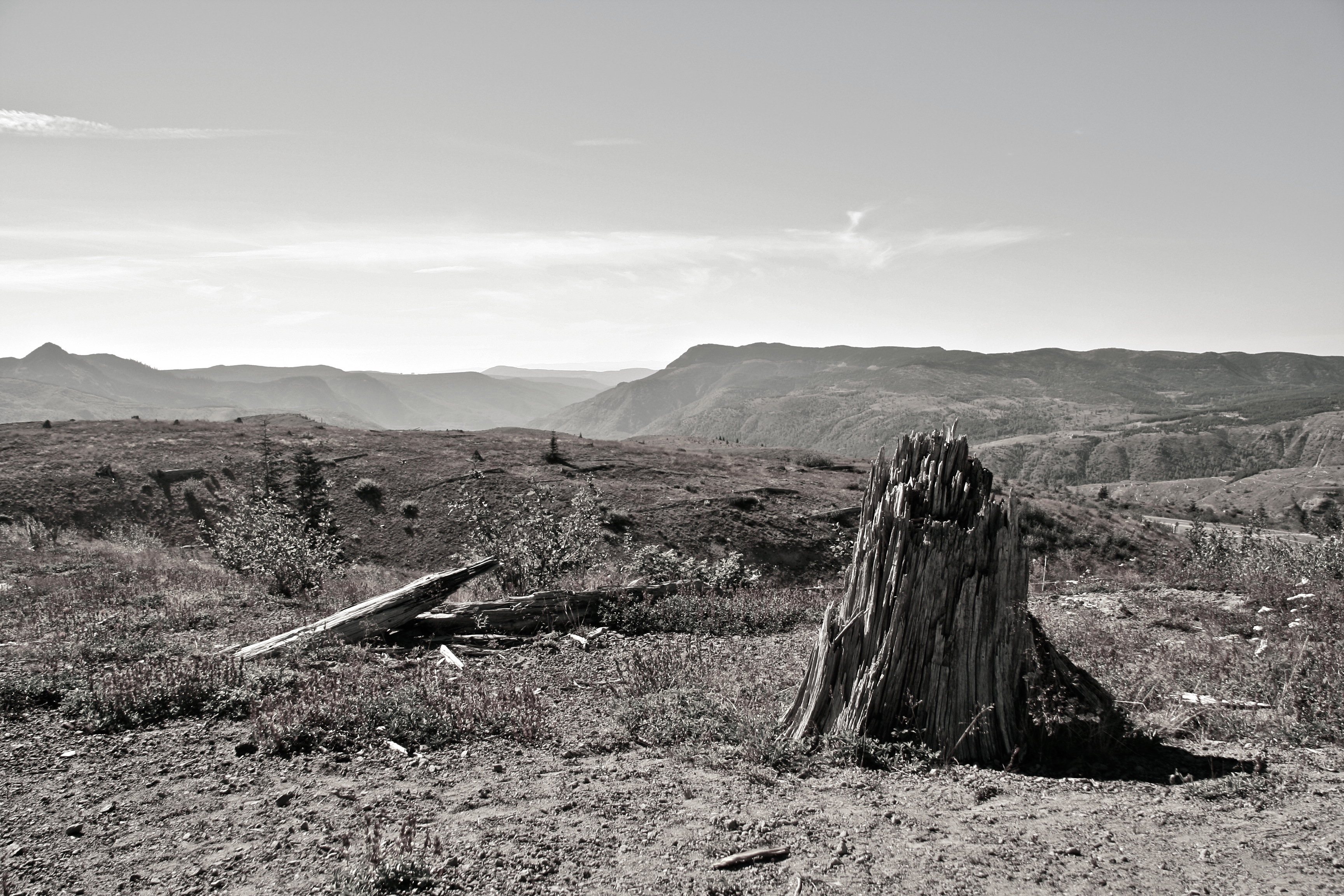
爆炸区域内的许多树木被折断

圣海伦火山北麓向天空喷射的火山灰形成了巨大的云，在安静区的每一个人都可以看到。这次侧面爆炸的火山碎屑以接近超音速的速度噴發，对从火山口到远至31公里的地区造成了毁灭性的破坏。受到影响的区域也大致分为三个同心圆地区：
1. “直接爆炸区”，最内部的圈，平均半径约为13公里，该区域内几乎所有天然或人工的事物都被湮灭或沖走[5]，因此也被称为“除树区”。在这一区域内爆炸所带来的碎屑流没有因地形特征而出现偏转。爆炸释放的能量等同于2,400万吨TNT；
2. “通道爆炸区”：一个中间区域，从火山向外延伸至31公里远，这个区域内火山碎屑流所经过路径上的一切都被夷为平地，在一定程度上受地形的影响形成通道[5]。该区域内倒下的大树相互平行，从而可以看出爆炸的力量和方向，这些树都是从树干基部折断，仿佛是由大镰割断的一般，因此也被称之为“倒树区”；
3. “烤焦区”，也称“枯立区”，是受影响区域的最外层。这一区域的树仍然保持竖立，但已经因爆炸产生的灼热气体烧焦成棕色[5]。

当这一火山碎屑流击中首位人类受害者时，其温度仍高达360摄氏度并充满令人窒息的气体和四下飞溅的尖利物体:206。已知遇难的57人中大多数在那天火山爆发后因窒息而死，还有数人死于烧伤。旅馆老板哈里·R·杜鲁门被埋在数百英尺崩落的山体下。火山学家大卫·A·约翰逊和《国家地理杂志》摄影师瑞德·布莱克伯恩（Reid Blackburn）也都是遇难者之一。

### 之后的碎屑流
火山碎屑流繼續从山崩留下的突破口澎湃而出，主要包含的是新的岩浆碎屑，而不是原有的火山岩碎片。5月18日火山爆发后至少还分别发生了17次火山碎屑流，其中包含的物质体积总和约为2.1亿立方米。
火山爆发两个星期后，碎屑流的温度仍然高達摄氏约300到420度。这强烈的热度导致了第二次蒸汽爆炸的爆发，在火山碎屑流沉积的北部边缘，即斯皮里特湖南岸和沿北福克图特尔河的上游地区造成了多个凹坑。火山碎屑流过去之后，这些蒸汽爆炸断断续续地持续了了几个星期甚至几个月，并且在一年后的1981年5月16日也发生了至少一次。

## 火山灰柱

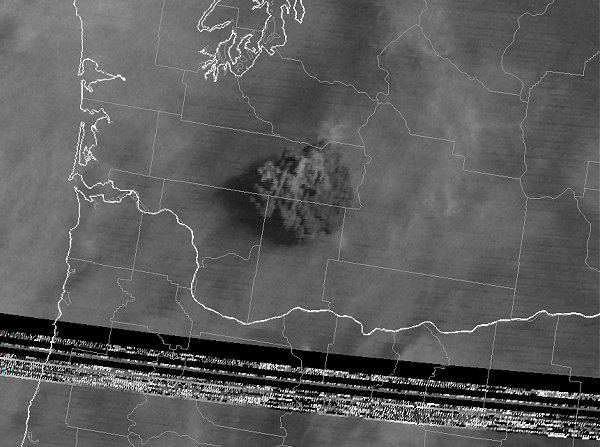
卫星GOES-3于协调世界时15:45拍下的圣海伦火山灰云的照片

山崩和最初的火山碎屑流仍然在不断推进的同时，一个巨大的火山灰柱在不到10分钟的时间里从火山口往天空上冲了19公里，将火山喷发碎屑送入平流层整整十个小时:206。在火山附近，大气中飞旋的火山灰颗粒生成闪电而导致多起森林大火。在这段时间里，部分蘑菇状的火山灰云柱崩塌并落回地面。落下的物质中混合着岩浆、泥土和水蒸汽，加快了侧翼火山碎屑流向下流动的速度。之后，北面的新火山口中有碎屑流缓慢流出，其中包含有火山弹和灼热的浮石灰。部分碎屑流到了冰块或水上导致其剧烈沸腾成蒸汽，產生了一个直径20米的火山口，并将火山灰喷上空中2,000米:208。
強勁的大氣高層氣流挾帶著大量的火山物質，以平均100公里的時速向東北東方飛行，上午9:45已经到达140公里外的雅基马，并于11:45到达斯波坎。雅基马的地面共计堆积了100至130毫米的火山灰，东部更远的斯波坎在正午时分陷入了一片黑暗之中，能见度下降到只有3米，地面上的火山灰有13毫米厚:206。再向东边，圣海伦的火山灰于晚上22:15落到了黄石国家公园的西部地区，并且次日在科罗拉多州丹佛市的地面上都清晰可见:206。之后在更远的明尼苏达州和俄克拉荷马州都报告有火山灰落入境内，部分火山灰在两个星期内已经飘满全球。
在9个小时的剧烈爆发活动中，约4.9亿吨火山灰落在了超过57,000平方公里地区，火山灰被降雨压实前的总体积约为1.3立方公里，相当于2.1亿立方米的坚实岩石，或是崩塌山体物质总量的7%。截止5月18日下午17:30左右，垂直的火山灰柱开始下降，但多次较为轻微的爆发又持续了几天:210。

## 泥石流

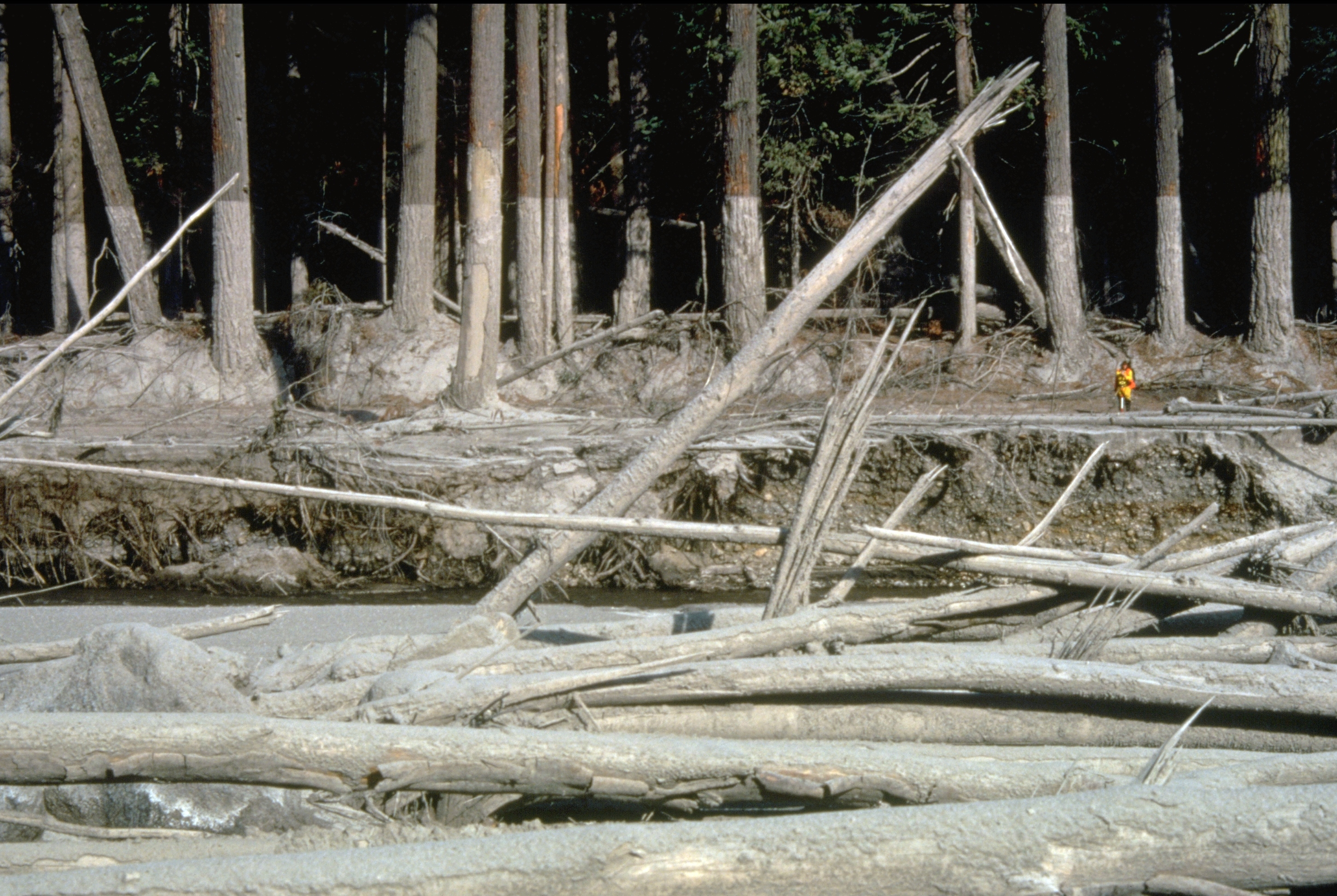
圣海伦的火山泥流给东南部慕迪河留下的泥线

圣海伦火山的爆发也融化了附近所有山川上的冰川和积雪。和以往的爆发一样，冰雪的大量融化形成了巨大的火山泥流（火山泥石流），浑浊的洪水对山上的三到四条雨水排放系统造成了影响:208，并且早在上午8:50就已经开始移动:209。火山泥流以140公里的时速从山上奔腾而下，但到了平地和较宽的河道速度降至每小时4.8公里。从火山南侧和西翼流下的泥石流结构与混凝土一致，这些泥石流都冲进了刘易斯河的支流，如慕德河（Muddy River）、派恩溪（Pine Creek）和史密斯溪（Smith Creek），其中派恩溪河口和斯威夫特水库源头的桥被冲垮，到中午时，河面因注入了1,400万立方米的水、泥土和杂物而抬高了79厘米:208。
火山东北一侧的冰川和积雪融化后混合火山碎屑产生了更大的火山泥流。泥石流冲下火山并流入图特尔河后与岩堡市附近的考利茨河（Cowlitz River）合流。到了下午13:00，火山爆发90分钟后，第一道泥石流已经向上游移动了43公里，泥水和碎屑形成3.7米高的墙:209。在图特尔河南北两条支流汇合的银湖（Silverlake）附近还记录到了7.2米高的洪水:209。
下午，在图特尔河北部分叉的源头，一个巨大但移动较为缓慢的泥石流与砂浆一起移动，到14:30，这个大规模的泥石流摧毁了贝克营（Camp Baker）:209，之后的几个小时了又有7座桥被冲垮。进入考利茨河后，泥石流中的部分物质只前进了4公里，但大部分仍然继续向下游进发。又前进了27公里后，估计有300万立方米的物质注入了哥伦比亚河，一段长约6.4公里的河道深度也因堵塞而降低了7.6米:209。由于深度仅剩4米，繁忙的河道不得不暂时向远洋货轮关闭，估计给俄勒冈州的波特兰造成了500万美元的损失:210。最终有超过5,000万立方米的泥沙倾入了考利茨河和哥伦比亚河中。

## 后果

### 直接后果

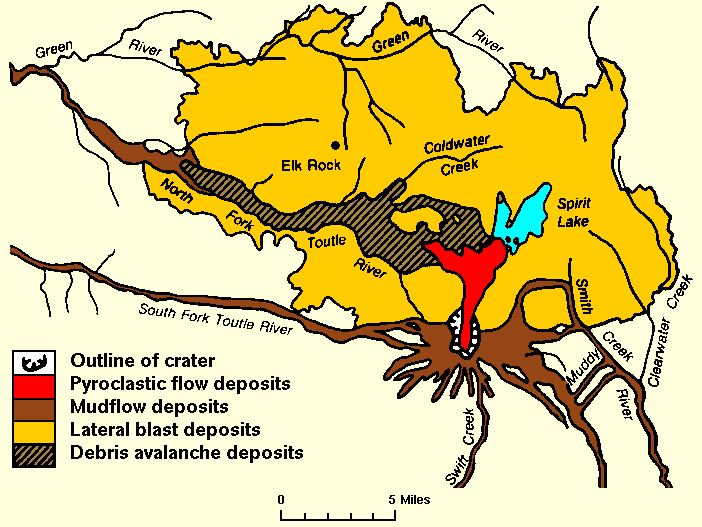
圣海伦火山爆发周边受影响地区地图

截至2013年6月，1980年圣海伦火山爆发是美国历史上死亡人数最多，经济破坏最为严重的一次火山爆发。57人遇难，200幢房屋、27座桥梁、24公里铁路和298公里高速公路被摧毁。美国总统吉米·卡特对受灾地区进行调查后表示，这里看上去比月球表面还要凄凉：“有人说这里看起来像月球表面。其实跟这里比起来，月球表面只不过是高尔夫球场。”5月23日，一个电影摄制组乘直升机降落在圣海伦，打算纪录下毁坏情况。然而他们的指南针只会不断地绕圈子，一行人很快就迷了路。第二天又发生了第二次爆发，不过该剧组人员幸免于难，并在两天后成功获救。爆发喷出了超过4.2立方公里的物质:211，其中四分之一是新生熔岩形成的火山灰、浮石和火山弹，其余的则是支离破碎的岩石:211。火山北侧的大块山体（占火山体积的13%）因爆发而消失，圣海伦火山的高度也因此降低了约400米，并留下一个2到3公里宽、640米深，其北部存在一个巨大缺口的火山口:211。
超过940万立方米的木材被损坏或摧毁，其中主要是由于侧面爆发。至少25%被毁的木材在1980年9月后打捞上岸。火山下的顺风地带积累了厚厚的火山灰，许多农作物如小麦、苹果、馬鈴薯和紫花苜蓿被毁。多达1,500只加拿大马鹿和5,000只鹿死亡，约1,200万条支努干鲑鱼和银大麻哈鱼的幼鱼因其育苗场被毁而死亡。另外还有约4万条小鲑鱼在被迫游过刘易斯河水库用来进行水力发电的涡轮发动机叶片时丧生，为了应付可能出现的泥石流或洪水，水库的水位很低，因此鲑鱼能够得以通过的空间非常狭窄。
圣海伦火山的这次爆发总计释放了2,400万吨爆炸当量的热能，其中700万吨以爆发直接释放，其余以热能释放。这相当于二战结束前投放在日本广岛小男孩原子弹的1,600倍。

### 火山灰的影响

火山灰在美国上空的分布图

火山灰给交通、污水处理和水处理系统带来了临时但严重的问题。火山灰的掉落让能见度大幅降低，许多高速公路和道路因此关闭。90号州际公路从西雅图到斯波坎路段关闭了一个半星期。火山灰的积压和能见度太差也让华盛顿州东部的多个机场关闭，时长从数天到两星期不等，超过1,000架次商务航班因此取消。细粒度的粗砂构成的火山灰也给内燃机和其它机械或电气设备造成了严重的问题。火山灰污染了油路系统并导致空气过滤器堵塞，还会划伤机械活动表面。细粒的灰尘还会造成电力变压器短路，引起停电。
对于华盛顿州东部的一些社区来说，清除和处理火山灰是一项艰巨的任务。州和联邦机构估计从华盛顿州的高速公路及机场一共清理了超过180万立方米，8.2亿公斤重的火山灰。雅基马的火山灰清理工作一共花费了10个星期，耗资220万美元。为了从运输路线和土建工程场所快速地移除火山灰，一些城市决定使用老的采石场和现有的堆填场所，另一些则在任何适宜的地方创建垃圾场。为了最大限度地防止风再将火山灰吹起来，一些堆积场地用含有草和种子的表层土壤掩盖起来。在俄勒冈州的波特兰，市长最终威胁如果企业未能清除其停车场的火山灰，那么将对之予以罚款。

### 损失

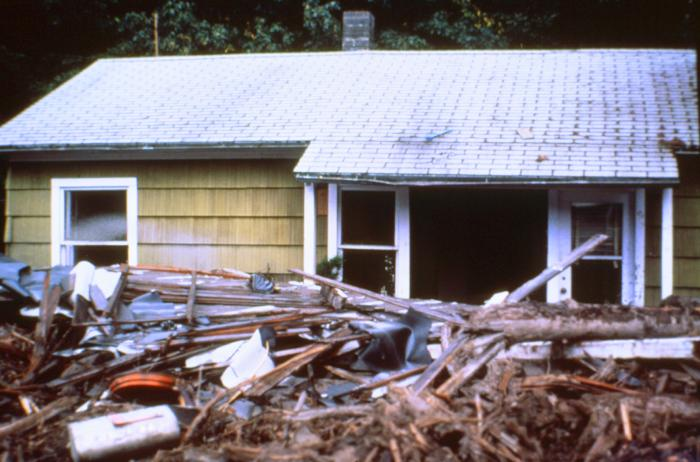
火山爆发摧毁的200套房屋之一

起初对火山爆发所造成的损失估计有20至30亿美元，之后经联邦国会委托，美国国际贸易委员会进行了一项研究，将损失数额重新估计为11亿美元。国会表决通过了一份数额为9.51亿美元的补充拨款用于救灾，其中大部分拨给了小型企业管理局（Small Business Administration）、美国陆军工程兵团和联邦紧急事务管理署。
火山爆发也有间接和无形的损失。圣海伦火山地区的失业率在爆发后立即上升了十倍，之后在木材打捞和火山灰清理工作开始后逐渐恢复到接近正常水平。只有很少一部分居民因为火山爆发而失业后离开了这一地区。火山爆发几个月后，尽管之前的危机期间他们都已成功地应对，但还是有少数居民报告患上了压力和情绪疾病，这一地区的多个县要求为心理健康课程提供资助来向这些人们提供帮助。
对5月18日事件最初的公众反应给当地的旅游业带来了沉重的打击，这也是华盛顿州一个重要的经济支柱产业。不仅圣海伦火山至吉福德·平肖国家森林（Gifford Pinchot National Forest）地区的旅游产业大受影响，并且在华盛顿州和邻近的俄勒冈州那些没有受到火山爆发影响的地区和度假胜地，许多会议、社交聚会等也被取消或推迟。不过事实证明，火山爆发对旅游业和其他产业的不利影响只是暂时的。或者正是由于其重新苏醒，圣海伦火山重拾了对游客的吸引力。美国林业局（United States Forest Service）和华盛顿州开设了多个游客中心，来让人们了解火山所造成的破坏。

## 之后的爆发

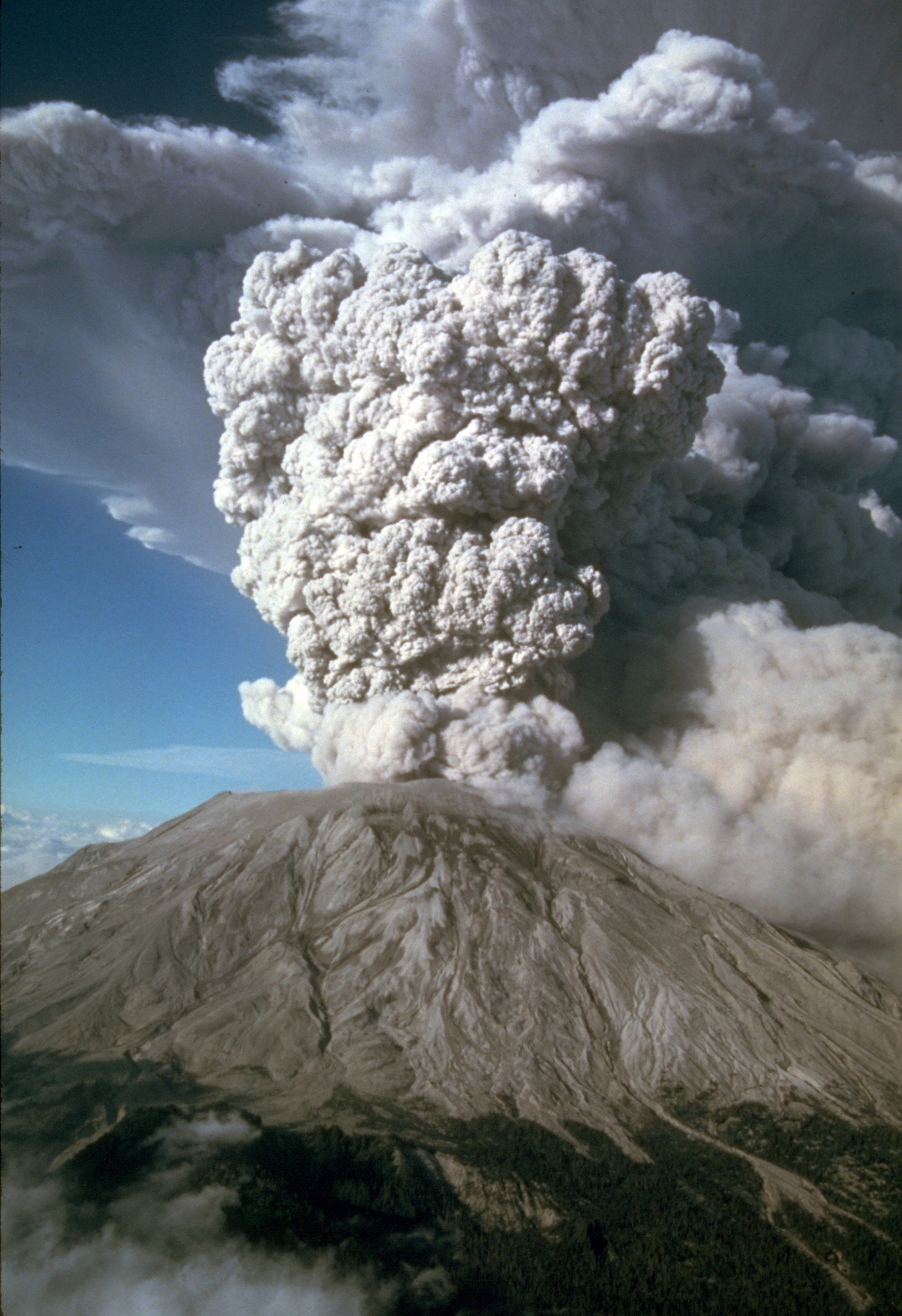
1980年7月22日的爆发

从1980年5月18日的大爆发后直至10月，圣海伦火山又发生了另外5次爆发。到1990年初一共出现了至少21次爆发活动。火山仍然保持活动状态，一些规模较小的爆发一直持续到了2008年。
1980年5月25日凌晨2:30发生了一次爆发，将一个火山灰柱送入大气层14公里高:211。火山爆发前当地的地震活动突然增加并且正处在一场暴风雨中。飘忽不定的风带着喷出的火山灰飘向南方和西部，覆盖了华盛顿州西部和俄勒冈州的大部分地区。火山碎屑流从北部的突破口流出，覆盖了5月18日留下的山体碎片、岩浆和火山碎屑流沉积:211。
6月12日下午19:05，一缕缕火山灰直冲到火山口以上4公里，到了21:09又发生了一场更强烈的爆发，将火山灰柱送上约16公里上的高空:212。这一事件导致之前因风向而幸免的波特兰地区正在进行的年度玫瑰节上都被涂上了薄薄的一层火山灰。火山口的坑底逐渐有英安岩渗出，并在一个星期内形成一个高61米，宽370米的圆顶:212。
连续一个多月的相对平静后，7月22日又发生了一系列的大爆发，这场爆发前火山顶峰区域可以测量到地震活动持续多天的膨胀和加剧，二氧化硫和二氧化碳的排放率也发生了变化。第一次爆发发生在下午17:14，产生了一个高16公里的火山灰柱；紧接着又于18:25发生了一次更强烈的爆发，在7.5分钟时间里就将火山灰柱送上了之前一次的最高位置:212。最后一次爆发于19:01开始并持续了超过两小时:212。当相对较为少量的火山灰落在华盛顿州东部时，火山口于6月形成的圆顶也已经消失:213。

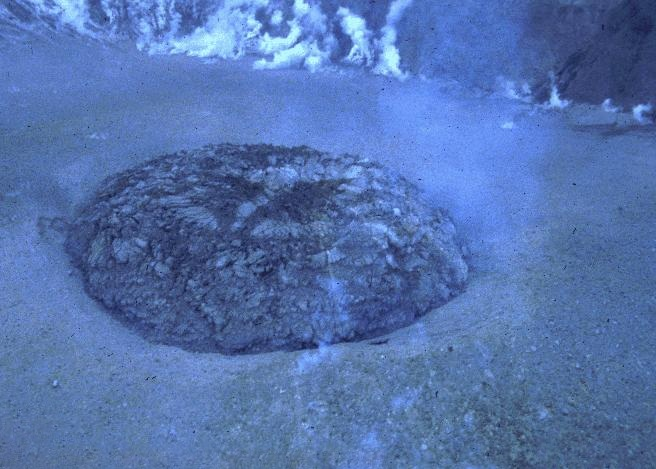
1980年10月24日形成的第三个圆顶

地震活动和气体排放量在八月初逐渐增加，到了8月7日下午16:26，一片火山灰云在天空上缓慢地扩散了13公里:213，小规模的火山碎屑流从北面的突破口流出，火山灰也从火山口源源不断地上升。持续到晚上22:32时，一次较为强烈的爆发将火山灰送上高空:213，几天后，又一个英安岩圆顶填补了这个排气孔。
经过两个月的沉寂后火山又一次在10月16日爆发并持续至18日。这一次爆发将8月形成的第二个英安岩圆顶化为灰烬，火山灰被送上了16公里高空，并产生了一个较小的火山碎屑流:213。10月18日最后一次爆发结束后的30分钟内，火山口又形成了第三个圆顶，在几天的时间内，圆顶已经成长到270米宽、40米高。虽然旁边就是一个正在增大的圆顶，但火山口内还是有一个新的冰川迅速形成。
所有1980年后发生的爆发都是一个相对安静的圆顶形成过程，从1980年12月27日至1981年1月3日期间发生的第一次开始直到1987年时止，第三个圆顶已经扩大到超过910宽和240米高:213。
1989至1991年发生过持续数月的爆发，2004年末火山再次进入活动状态并形成了一个新的圆顶，这次活动一直持续到了2008年1月。

## 汇总表
| 爆发信息汇总 圣海伦火山爆发（1980年5月18日） | 爆发信息汇总 圣海伦火山爆发（1980年5月18日） | 爆发信息汇总 圣海伦火山爆发（1980年5月18日） |
| -------------------------------------------- | -------------------------------------------- | --- |
| 火山                                         | 海拔高度                                     | 爆发前：2950米 爆发后：2549米 共计降低：401米 |
| 火山                                         | 火山口尺寸                                   | 从东到西：1.9公里 从北到南：2.9公里 深度：635米 |
| 火山                                         | 火山口底 海拔高度                            | 1914米 |
|                                              |                                              | |
| 爆发                                         | 日期                                         | 1980年5月18日 |
| 爆发                                         | 初次爆发时间                                 | 太平洋时间上午8:32 |
| 爆发                                         | 爆发诱因                                     | 火山下约1.6公里处的一场里氏5.1级地震 |
|                                              |                                              | |
| 滑坡和 火山泥流                              | 覆盖面积                                     | 60平方公里 |
| 滑坡和 火山泥流                              | 体积                                         | 2.8立方公里 |
| 滑坡和 火山泥流                              | 覆盖深度                                     | 北福克图特尔河被掩埋起来，平均深度46米，最深处183米 |
| 滑坡和 火山泥流                              | 速度                                         | 每小时113至241公里 |
|                                              |                                              | |
| 侧向爆发                                     | 覆盖面积                                     | 596平方公里，到达火山口西北27公里外 |
| 侧向爆发                                     | 火山灰体积                                   | 0.19立方公里 |
| 侧向爆发                                     | 覆盖深度                                     | 火山口边缘小于2.5厘米，火山上约1米 |
| 侧向爆发                                     | 速度                                         | 每小时至少483公里 |
| 侧向爆发                                     | 温度                                         | 349摄氏度 |
| 侧向爆发                                     | 释放能量                                     | 2400万吨爆炸当量的热能（其中700万吨以爆发释放，其余以热能释放） |
| 侧向爆发                                     | 刮倒的树                                     | 940万立方米木材，足以建造30万套两个卧室的房子 |
| 侧向爆发                                     | 人员丧生                                     | 57 |
|                                              |                                              | |
| 火山泥流                                     | 速度                                         | 每小时约16公里到40公里，从陡峭的火山侧翼流下时超过每小时80公里 |
| 火山泥流                                     | 损坏                                         | 27座桥梁，近200套房屋。爆发和火山泥流摧毁了超过298公里高速公路和道路，以及24公里铁路 |
| 火山泥流                                     | 对考利兹河 的影响                            | 在岩堡市河段的承载能力从每秒2200立方米降至420立方米 |
| 火山泥流                                     | 对哥伦比亚 河的影响                          | 航道水深从12米降至4米，上游港口31艘船滞留 |
|                                              |                                              | |
| 喷发柱和云                                   | 高度                                         | 在不到15分钟里达到24400米 |
| 喷发柱和云                                   | 顺风范围                                     | 3天后遍布美国，15天后遍布全世界 |
| 喷发柱和云                                   | 火山灰数量                                   | 1.1立方公里 |
| 喷发柱和云                                   | 火山灰 降落区域                              | 可检测到的火山灰数量覆盖了57000平方公里土地 |
| 喷发柱和云                                   | 火山灰 降落深度                              | 顺风方向16公里处深25厘米（灰尘和浮石） 顺风方向97公里处深2.5厘米 顺风方向482.8公里处深1.3厘米 |
|                                              |                                              | |
| 火山碎屑流                                   | 覆盖面积                                     | 16平方公里，远至火山口以北8公里 |
| 火山碎屑流                                   | 体积和深度                                   | 0.12立方公里；多个碎屑流为1至9米深；多个地方累积深度达到37米 |
| 火山碎屑流                                   | 速度                                         | 每小时估计为80至130公里 |
| 火山碎屑流                                   | 温度                                         | 至少700摄氏度 |
|                                              |                                              | |
| 其它                                         |                                              | 华盛顿州政府估计有近7000头大型野生动物（鹿、熊等）以及鸟类和大部分小型哺乳动物丧生。许多穴居啮齿动物，青蛙、有尾目和淡水龙虾得以存活，因为灾难降临时他们可以在地下或水下生活。                                                                    |
| 其它                                         | 渔业                                         | 华盛顿州渔业部估计，由于育苗场被毁，有约1200万条支努干鲑鱼和银大麻哈鱼的幼鱼死亡。另外还估计有约4万条小鲑鱼在被迫游过刘易斯河水库的水力发电机涡轮叶片时丧生，为了应付可能出现的泥石流或洪水，水库的水位很低，因此鲑鱼能够得以通过的空间非常狭窄。 |